# Luis Amado Pérez
Luis Amado Pérez Blanco (17 de diciembre de 1990) es un deportista español que compite en piragüismo en la modalidad de maratón. Ganó una medalla en el Campeonato Mundial de Piragüismo en Maratón de 2018, y dos medallas en el Campeonato Europeo de Piragüismo en Maratón en los años 2016 y 2017.

## Palmarés internacional
| Campeonato Mundial | Campeonato Mundial       | Campeonato Mundial | Campeonato Mundial |
| Año                | Lugar                    | Medalla            | Competición        |
| ------------------ | ------------------------ | ------------------ | ------------------ |
| 2018               | Vila Verde (Portugal)    | Medalla de bronce  | K2                 |
| Campeonato Europeo |                          |                    |                    |
| Año                | Lugar                    | Medalla            | Competición        |
| 2016               | Pontevedra (España)      | Medalla de plata   | K2                 |
| 2017               | Ponte de Lima (Portugal) | Medalla de bronce  | K2                 |